# Аеродром Брно
Аеродром Брно-Туржани (чеш. Letiště Brno-Tuřany) је ваздушна лука чешког града Брна, другог по величини у држави. Аеродром је смештен 8 km југоисточно од града. Поред Брна, аеродром опслужује област Јужне Моравске и источне трећине државе. На месту данашњег аеродрома одиграла се почетком 19. века чувена Битка код Аустерлица.
Ваздушна лука у Брну је последњих година друга по промету у Чешкој Републици. 2022. године промет путника је био близу пола милиона. 

## Авио-компаније и дестинације
Следеће авио-компаније обављају летове до и из Брна:
| Airlines          | Destinations |
| ----------------- | --- |
| Aegean Airlines   | Seasonal charter: Thessaloniki |
| AeroItalia        | Seasonal: Rome–Fiumicino |
| Air Montenegro    | Seasonal: Tivat Seasonal charter: Tirana |
| Bul Air           | Seasonal charter: Burgas |
| Bulgaria Air      | Seasonal charter: Burgas |
| Freebird Airlines | Seasonal charter: Antalya |
| Neos              | Seasonal charter: Mauritius, Phuket |
| Ryanair           | London–Stansted Seasonal: Bergamo, Málaga |
| Sky Express       | Seasonal charter: Chania (begins 8 June 2025) |
| Smartwings        | Seasonal: Burgas, Corfu, Fuerteventura, Heraklion, Hurghada, Kos, Lamezia Terme, Marsa Alam, Palma de Mallorca, Rhodes, Tenerife–South, Varna, Zakynthos Seasonal charter: Almería, Barcelona (begins 5 August 2025), Bodrum, Comiso, Dalaman, Djerba, Enfidha, Funchal, İzmir, Kavala, Larnaca, Marsa Matrouh, Monastir, Murcia, Preveza/Lefkada, Taba, Thessaloniki, Tirana, Volos |
| Tailwind Airlines | Seasonal charter: Antalya |